# 부산동고등학교
부산동고등학교(釜山東高等學校)는 대한민국 부산광역시 부산진구 전포동에 있는 사립 고등학교이다.

## 학교 연혁
- 1953년 4월 20일 : 평화중학교 개교, 초대 안용준 교장 취임
- 1954년 4월 20일 : 평화고등학교 개교
- 1954년 7월 27일 : 학교법인 평화학원 설립인가
- 1957년 2월 26일 : 제1회 졸업식
- 1970년 12월 23일 : 평화종합고등학교로 교명 변경인가
- 1973년 10월 27일 : 부산동고등학교로 교명 변경인가(총 30학급 인가)
- 1974년 9월 19일 : 실내체육관 신축
- 1984년 7월 6일 : 구암학원으로 명칭 변경
- 2002년 10월 15일 : 본관 건물 5층 증축
- 2010년 2월 5일 : 별관 건물 4개 교실 증축
- 2015년 6월 9일 : 제3대 최순자 이사장 취임
- 2016년 7월 13일 : 구암관 개관
- 2020년 3월 1일 : 고교학점제 연구학교 운영(2020~2021)
- 2022년 2월 28일 : 공간혁신사업 교실 리모델링 완공
- 2022년 3월 2일 : 고교학점제 선도학교 운영
- 2024년 2월 8일 : 제68회 졸업식(졸업생 총수 21,028명)
- 2024년 3월 4일 : 제71회 입학식
- 2024년 9월 2일 : 제19대 정성민 교장 취임

## 참고 자료
- 부산동고등학교 - 한국교육학술정보원 학교알리미